# Valentina Kovpan
Valentina Kovpan, född 28 februari 1950, död 12 maj 2006, var en idrottare som tog individuellt OS-silver i bågskytte för Sovjetunionen vid olympiska sommarspelen 1976.